# 巴巴多斯—格林納達關係
巴巴多斯—格林纳达关系（英語：Barbados–Grenada relations）是巴巴多斯与格林纳达之间的外交关系。现时两国均为加勒比共同体和英联邦的正式成员。

## 历史
两国曾经均为大英帝国的殖民地，而两地之间最早的互动也始于英国殖民时期。巴巴多斯与格林纳达自1833年起同属英属向风群岛，直至1885年巴巴多斯被从英属向风群岛中分出来，成为单独的殖民地。巴巴多斯脱离后，英属向风群岛的首府从巴巴多斯的布里奇敦迁至格林纳达的圣乔治。
1952年，巴巴多斯与格林纳达加入西印度群岛联邦，分别成为联邦的两个省。联邦于1962年解散后，巴巴多斯再次成为单一殖民地，最终于1966年11月30日获得独立；格林纳达则成为了英国的联系国西印度群岛联合邦的一部分。
1974年2月7日，格林纳达自西印度群岛联合邦独立。同年3月3日，格林纳达与巴巴多斯正式建立全面外交关系。
人民革命政府执政期间，格林纳达与周边邻国的关系一度陷入紧张。1983年美國入侵格林納達时，距离格林纳达仅210公里的巴巴多斯不仅成为了联军发动入侵之前的集结地，巴巴多斯本国亦派兵参与了对格林纳达的军事行动。
人民革命政府倒台后，两国关系逐渐正常化。1999年，两国总理还曾共同出访美国，与时任美国国务卿马德琳·奥尔布赖特等美国官员商讨了经济、政治等领域的诸多问题。